# Albertaich
Der Weiler mit Kirche Albertaich ist ein Gemeindeteil der Gemeinde Obing im Landkreis Traunstein

## Geschichte
Albertaich ist ein früherer Wallfahrtsort. Die katholische Filialkirche St. Jakobus d. Ä. ist ein spätgotischer Saalbau mit Westturm, wohl aus der Mitte des 15. Jahrhunderts. Der barocke Ausbau um 1670 erfolgte durch Graubündner Baumeister Kaspar Zucalli. 
Die politische Gemeinde Albertaich entstand durch das bayerische Gemeindeedikt 1818. Im Jahr 1933 hatte sie 760 Einwohner. Durch die Gebietsreform in Bayern wurde mit Wirkung vom 1. Januar 1972 der größte Teil der Gemeinde in die Gemeinde Obing eingegliedert, die Ortsteile Eggerdach und Gröben kamen zur Nachbargemeinde Amerang.

## Baudenkmäler
- St. Jakobus der Ältere (Albertaich)

## Bodendenkmäler
Siehe: Liste der Bodendenkmäler in Obing